# Ічево
Ічево (хорв. Ićevo) — населений пункт у Хорватії, у Шибеницько-Книнській жупанії у складі міста Скрадин.

## Населення
Населення за даними перепису 2011 року становило 59 осіб.
Динаміка чисельності населення поселення:

## Клімат
Середня річна температура становить 14,14 °C, середня максимальна – 28,64 °C, а середня мінімальна – 0,16 °C. Середня річна кількість опадів – 812 мм.
| Клімат поселення                              | Клімат поселення | Клімат поселення | Клімат поселення | Клімат поселення | Клімат поселення | Клімат поселення | Клімат поселення | Клімат поселення | Клімат поселення | Клімат поселення | Клімат поселення | Клімат поселення | Клімат поселення |
| Показник                                      | Січ.             | Лют.             | Бер.             | Квіт.            | Трав.            | Черв.            | Лип.             | Серп.            | Вер.             | Жовт.            | Лист.            | Груд.            |                  |
| Середній максимум, °C                         | 10,20            | 11,03            | 13,94            | 17,30            | 22,32            | 26,12            | 28,64            | 28,33            | 23,90            | 19,40            | 13,85            | 10,70            |                  |
| Середня температура, °C                       | 5,17             | 6,01             | 8,93             | 12,28            | 17,30            | 21,09            | 24,34            | 24,02            | 19,58            | 15,09            | 9,53             | 6,38             |                  |
| Середній мінімум, °C                          | 0,16             | 0,99             | 3,90             | 7,27             | 12,28            | 16,08            | 20,01            | 19,70            | 15,26            | 10,77            | 5,21             | 2,06             |                  |
| Норма опадів, мм                              | 70               | 63               | 68               | 72               | 59               | 56               | 33               | 47               | 79               | 85               | 98               | 82               |                  |
| Середньомісячна швидкість вітру, м/с          | 2.11             | 2.30             | 2.52             | 2.46             | 2.20             | 1.98             | 2.01             | 1.82             | 1.95             | 1.99             | 2.39             | 2.33             |                  |
| Середньомісячна сонячна радіація, кДж/м²·день | 5255             | 8013             | 11655            | 16372            | 20313            | 22891            | 24556            | 21429            | 15927            | 10277            | 5705             | 4495             |                  |
| --------------------------------------------- | ---------------- | ---------------- | ---------------- | ---------------- | ---------------- | ---------------- | ---------------- | ---------------- | ---------------- | ---------------- | ---------------- | ---------------- | ---------------- |
| Джерело:                                      |                  |                  |                  |                  |                  |                  |                  |                  |                  |                  |                  |                  |                  |